# Villadeati
Villadeati är en ort och kommun i provinsen Alessandria i regionen Piemonte i Italien. Kommunen hade 487 invånare (2018).